# Benedikt Hacker
Benedikt Hacker (* 30. Mai 1769 in Metten; † 2. September 1829 in Salzburg) war ein österreichischer Komponist und Musikverleger.

## Leben
Hacker kam 1783 nach Salzburg, wo er Schüler von Michael Haydn wurde. Ab 1786 war er als Buchhändler in Salzburg tätig. 1803 eröffnete er einen eigenen Musikverlag, in dem er u. a. zahlreiche Werke von Michael Haydn veröffentlichte. Er komponierte Deutsche Messen, Kantaten, Lieder und Männerchöre.
Er verlegte die ersten Salzburger Ansichtsserien, also Vorläufer der Postkarten. Nach dem finanziellen Zusammenbruch seines Verlagsunternehmens beging er verschuldet 1829 Selbstmord in der Salzach.

## Schriften
- Kleine mahlerische Erinnerungen an Salzburg und die Umgebung, Salzburg 1824.
- Wegweiser, oder kurze Erklärung der Merkwürdigkeiten und mahlerischen Ansichten in der Stadt Salzburg und der Umgebung, Salzburg 1826.

## Kompositionen
Lieder und Gesänge
- Gesellschaftslieder, 4-stimmig, 1799
- Sieben deutsche Messen auf die höchsten Feste und besondere Zeiten, Salzburg 1805.
- [6] Lustige Gesaenge aus den norischen Alpen für eine, zwey und mehrere Singstimmen mit Begleitung des Piano-Forte, Salzburg: Eigenverlag [1816].
- Gesaenge zu vier Männerstimmen mit untermischten Chören und Begleitung des Piano-Forte, Salzburg 1818:
  - Freuden der Gegenwart / von Amalia von Imhof. In Musik gesetzt, und Sr Durchlaucht dem Fürsten und Bischof Ernst von Schwarzenberg ehrfurchtsvoll gewidmet von Benedict Hacker, No. 1.
  - Das Blümchen Immerschön / von Münchhausen. In Musik gesetzt, und Sr Durchlaucht dem Fürsten und Bischof Ernst von Schwarzenberg ehrfurchtsvoll gewidmet von Benedict Hacker, No. 2.
- Nachtbesuch / eine Idylle von Schlez als Duett für zwey Singstimmen mit begleitendem Clavier gesetzt von Bened. Hacker, Salzburg: Mayr [o. J.].
- Die Seligkeit der Liebenden / ein Gedicht von L. H. C. Hölty. Für Gesang u. Klavier gesezt von Bened. Hacker, Salzburg: Mayr [o. J.].
- Gesänge für 4 Männerst. mit gem. Chor und Pianoforte
- 6 Segenlieder
- 1 dt. Singspiel für Männerst.: „List wider List, oder Der Teufel im Waldschloß“

Kirchenmusik
- 1 Te Deum mit Orchester
- 1 Deutsche Seelenmesse
- 24 Deutsche Kirchengesänge
- 1 Festszene

Weltliche Musik
- Türkische Musiken